# Дејчићи
Дејчићи су насељено мјесто у општини Трново, Федерација БиХ, Босна и Херцеговина.

## Становништво
|         | 2013.        | 1991.         | 1981.         | 1971.         |
| Укупно  | 160 (100,0%) | 217 (100,0%)  | 230 (100,0%)  | 252 (100,0%)  |
| Бошњаци | 160 (100,0%) | 217 (100,0%)1 | 228 (99,13%)1 | 247 (98,02%)1 |
| Остали  | –            | –             | 2 (0,870%)    | 3 (1,190%)    |
| Срби    | –            | –             | –             | 2 (0,794%)    |

1. 1 На пописима од 1971. до 1991. Бошњаци су пописивани углавном као Муслимани.